# Liga Sudamericana (calcio a 5)
La Liga Sudamericana (Liga Sudamericana de Futsal) è un torneo continentale di calcio a 5 della CONMEBOL, la federazione che raggruppa le nazionali del Sud America.

## Storia
L'idea nasce nel 2017 come movimento per sviluppare le nazionali Under-19 in vista dei III Giochi olimpici giovanili estivi. Il torneo si divide in due gironi (Nord e Sud) che vede due classifiche differenti, quella dell'Under-19 e quella delle nazionali maggiori. A fine torneo si sommano i punti delle due squadre, e le prime dei due raggruppamenti si affrontano nella finale.

## Edizioni
| Anno          | Ospitante            | Nazionale maggiore | Nazionale maggiore | Nazionale maggiore | Nazionale Under-19 | Nazionale Under-19 | Nazionale Under-19 | Generale  |
| Anno          | Ospitante            | Vincitore          | Risultato          | Secondo posto      | Vincitore          | Risultato          | Secondo posto      | Vincitore |
| ------------- | -------------------- | ------------------ | ------------------ | ------------------ | ------------------ | ------------------ | ------------------ | --------- |
| 2017 Dettagli | Asunción Paraguay    | Argentina          | 1 - 2 4 - 1        | Brasile            | Brasile            | 6 - 0 4 - 3        | Argentina          | Brasile   |
| 2018 Dettagli | Encarnación Paraguay | Brasile            | 5 - 3 3 - 3        | Paraguay           | Brasile            | 5 - 1              | Paraguay           | Brasile   |
| 2019 Dettagli | ?                    |                    |                    |                    |                    |                    |                    |           |

## Riepilogo vittorie
| Vittorie | Nazione | Anno/i     |
| -------- | ------- | ---------- |
| 2        | Brasile | 2018, 2019 |